# 愛媛県章

1989年制定の愛媛県章（3代目）

愛媛県章（えひめけんしょう）は、日本の都道府県の一つ、愛媛県の県章。
現行の県章は1989年（平成元年）に制定されたものであるが、後述のように現在はほとんど使用されず1952年（昭和27年）制定の愛媛県旗で代用されることが多い。
過去に制定されていた2種類の旧県章についてもここで解説する。

## 概要

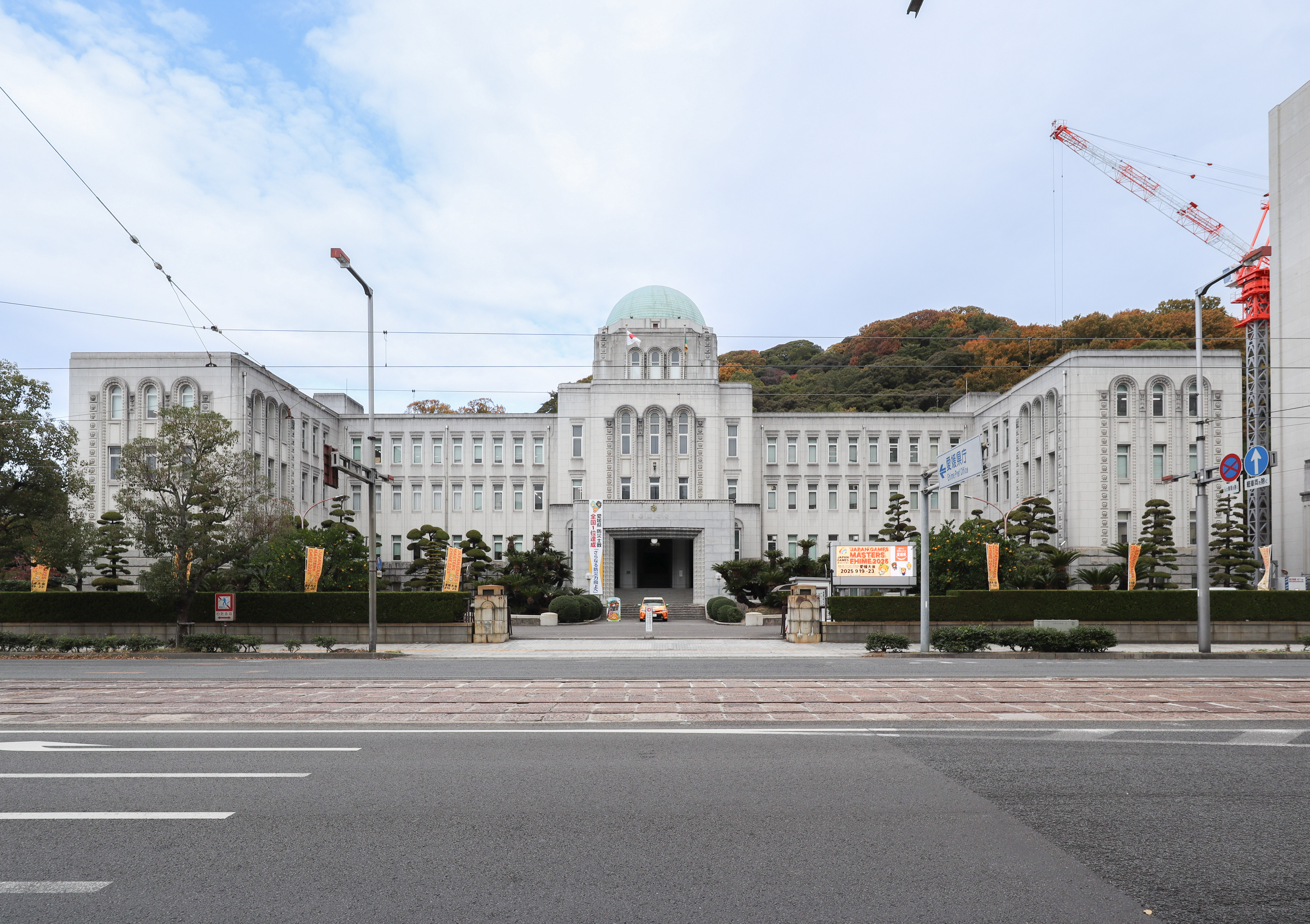
愛媛県庁舎本館中央正面。玄関上部に県章が配されている。

デザインは福田繁雄が手掛けた。配色は赤が太陽と県花・ミカン、緑が石鎚山に代表される自然の恵み、青が瀬戸内海の恩恵を表し「県民の健康で明るい未来」をイメージしている。公告により配色が定められているが、宮城県章や福井県章と同様に印刷媒体では白黒で使用される場合が多い。
1989年に現行の県章が制定された際には、新しい県章の普及を目的として県旗と併用する形で白地に県章を配した県章旗が制定され、愛媛県庁舎本館や県の施設に掲揚された。しかし、この県章旗は1999年（平成11年）5月31日に「県章の普及・定着により役割を終えた」として廃止されている。
現在は県庁舎本館や愛媛県歴史文化博物館など県の施設の玄関部分、県職員が着用するバッジ（徽章）などに県章が用いられているが、ほとんど新規に使用されることは無く県の公式サイトや日本郵便発行の『郵便番号簿』、全国知事会のページでも県旗のみが紹介されている。そのため、現在では一般に県章を目にする機会は県の施設や道路上のカントリーサインなどごく限られた範囲に留まっているが、県章を定める公告は現在も廃止されず県法規集に掲載されており、なお効力を有している。県の説明では県旗を優先的に使用する理由を「県章より長く使われているため」としているが、特に希望がある場合は県章の使用に応じるとしている。

## 過去の県章
現行の県章が制定される以前には、以下の2種類の県章が使用されていた。

### 初代県章

初代愛媛県章（1937-1973年）

初代の愛媛県章は官選第28代知事の古川静夫が着任して間もない1937年（昭和12年）10月に制定された。
一般公募で寄せられた片仮名の「エヒメ」を縦に並べて円形に図案化したデザインを採用したもので、現在でも稀に古い排水溝の蓋でこの県章を見ることが出来る。ただし、この初代県章は遅くとも1960年代には使用されなくなったようでこの頃の文献には県章の欄に「未制定」と記載するものが見られる。

### 2代目県章

2代目愛媛県章（1973-1989年）

2代目の県章は1973年（昭和48年）の愛媛県成立100周年記念行事の一環として民選第7代の白石春樹知事が音頭を取る形で公募を実施し、採用されたデザイン案を基に同年2月20日、県民歌「愛媛の歌」と同時に制定しこの日を「愛媛県政発足記念日」と定めた。
平仮名の「え」を基にしたデザインで丸みを重ねた部分は「県民の和と郷土愛」を、鋭角と結びの部分は「県の若さと飛躍発展」を表している。
しかし、白石知事の引退に伴い後継者となった民選第11-13代の伊賀貞雪知事は就任後に白石前知事と対立を深め、県政からの白石色の一掃を企図して1989年11月1日に現行の県章を制定し、2代目県章を廃止した（2代目県章と同時に制定された「愛媛の歌」は存続）。
そうした経緯のためか、1999年（平成11年）1月の知事選において伊賀知事が落選し加戸守行が民選第14代知事に就任して以降は、現行の県章もほとんど使われなくなっている。